# Intercontinental Cup basketbal 1983
De Intercontinental Cup (basketbal) in 1983 vond plaats in Buenos Aires. Van FIBA Europe speelde Jolly Colombani Cantù en Simac Milano mee. Van de Liga Sudamericana speelde CA Obras Sanitarias, CA Peñarol en CA Monte Líbano mee. De NCAA stuurde de Oregon State Beavers mee.

## Groepsfase
Eerste dag 20 september 1983
| Jolly Colombani Cantù | 92 - 74 | CA Peñarol           |
| CA Monte Líbano       | 81 - 65 | Simac Milano         |
| CA Obras Sanitarias   | 92 - 77 | Oregon State Beavers |

Tweede dag 21 september 1983
| Simac Milano         | 97 - 92 | CA Peñarol            |
| Oregon State Beavers | 76 - 75 | Jolly Colombani Cantù |
| CA Obras Sanitarias  | 91 - 86 | CA Monte Líbano       |

Derde dag 22 september 1983
| CA Monte Líbano       | 68 - 65  | Oregon State Beavers |
| Jolly Colombani Cantù | 88 - 82  | Simac Milano         |
| CA Obras Sanitarias   | 104 - 81 | CA Peñarol           |

Vierde dag 23 september 1983
| CA Peñarol            | 91 - 73 | Oregon State Beavers |
| Jolly Colombani Cantù | 82 - 81 | CA Monte Líbano      |
| CA Obras Sanitarias   | 84 - 75 | Simac Milano         |

Vijfde dag 24 september 1983
| Simac Milano        | 90 - 75  | Oregon State Beavers  |
| CA Peñarol          | 110 - 99 | CA Monte Líbano       |
| CA Obras Sanitarias | 89 - 76  | Jolly Colombani Cantù |

|    | Team                  | Pld | W | L | PF  | PA  | Points |
| -- | --------------------- | --- | - | - | --- | --- | ------ |
| 1. | CA Obras Sanitarias   | 5   | 5 | 0 | 460 | 395 | 10     |
| 2. | Jolly Colombani Cantù | 5   | 3 | 2 | 413 | 402 | 8      |
| 3. | CA Peñarol            | 5   | 2 | 3 | 448 | 465 | 7      |
| 4. | CA Monte Líbano       | 5   | 2 | 3 | 415 | 413 | 7      |
| 5. | Simac Milano          | 5   | 2 | 3 | 409 | 420 | 7      |
| 6. | Oregon State Beavers  | 5   | 1 | 4 | 366 | 416 | 6      |